# 鉄-クロム-コバルト磁石
鉄-クロム-コバルト磁石（てつ-クロム-コバルトじしゃく、Fe-Cr-Co磁石）は、鉄、クロム、コバルトを主成分として鋳造した磁石（鋳造磁石）である。

## 概要
1970年に東北大学の金子秀夫と本間基文によって開発された。スピノーダル分解による2相分離組織を有し、性能はアルニコ5とほぼ同等だが、高価なニッケルを使わず、アルニコ磁石よりもコバルトの使用量が少なくて済むという利点を有する。

## 特性
延性、展性があるため、薄板や細線への加工も可能である。

## 製法
1. 鉄、クロム、コバルトの原料を混合
2. 約1450℃で溶解
3. 鋳造
4. 1100~1300℃で液体化処理
5. 600~700℃で磁場中処理
6. 500~600℃で時効処理
7. 圧延/鍛造

## 用途
- ステッピングモータ
- リードスイッチ・センサー・継電器
- トルクリミッター・電磁ブレーキ・電磁クラッチ

## 資料
- 本間基文. "アルニコ磁石に代る Fe-Cr-Co 磁石 10 年の道 (金属の現代史<「金属」 創刊 50 周年記念特別企画>)--(磁性材料の生い立ち)." 金属 50.1 (1980): p94-96.